# Kansas Pacific (film)
Pour plus de détails, voir Fiche technique et Distribution.
Kansas Pacific est un film américain réalisé par Ray Nazarro, sorti en 1953.

## Synopsis
L'histoire de la construction d’un chemin de fer à travers le Kansas en direction de la côte ouest, que des sympathisants sudistes tentent de saboter en dépit des efforts du capitaine John Nelson, du Corps des ingénieurs de l’armée américaine. Il doit non seulement faire face aux efforts des saboteurs, mais aussi essayer de séduire la fille du contremaître du chemin de fer, Barbara Bruce.

## Fiche technique
- Titre : Kansas Pacific
- Réalisation : Ray Nazarro
- Scénario : Daniel B. Ullman
- Photographie : Harry Neumann
- Pays d'origine : États-Unis
- Format : Couleurs - 1,37:1 - Mono
- Genre : western
- Date de sortie : 1953

## Distribution
- Sterling Hayden : Capitaine John Nelson
- Eve Miller : Barbara Bruce
- Barton MacLane : Cal Bruce
- Harry Shannon : Smokestack
- Tom Fadden : Gus Gustavson
- Reed Hadley : Bill Quantrill
- Douglas Fowley : Max Janus
- Robert Keys : Lieutenant Stanton
- Irving Bacon : Casey
- Myron Healey : Morey
- James Griffith : Joe Farley
- Clayton Moore : Stone
- Jonathan Hale : Sherman Johnson
- Frank Hagney, Merrill McCormick : travailleurs (non crédités)